# Oost (Texel)
Oost (Tessels: Óóst) is een buurt in de gemeente Texel in de provincie Noord-Holland. Oost ligt net ten oosten van het dorp Oosterend op het Nederlandse waddeneiland Texel.

## Geschiedenis
Oost is een oude buurt op Texel die vroeger vooral bestond uit boerderijen maar ook een rijke geschiedenis van visserij kende. Men deed vooral aan oestervisserij en later het maaien en drogen van zeegras.
Van Oost naar de Waddenzeedijk liep tot 1953 een oud voetpad genaamd Mosselpad. Nu is het een gewone weg, genaamd de Mosselweg. Zowel het voetpad als de huidige weg zijn vernoemd naar de familie Mossel, een geslacht van zeelieden dat in Oost al in 1640 voorkwam.
Een oud volksverhaal over de inwoners van Oost is dat ze altijd te vroeg kwamen als ze ergens moesten zijn. Als er iemand in Oosterend te vroeg ergens kwam dan zei men: "Je komt zeker van Oost?".

### Rijmpje
De eens grote haven van Oost en diens teloorgang wordt bezongen in een Tessels rijmpje:
Oostervloot, je roem is groot,

Maar zónder een nieuwe haave,

Òf dòt je de ouwe niet vergroot,

Dòn kómt 'r een tijd, dat de Oostervloot

Gekist wordt en begraave.

## Natuurgebied
Even ten noorden van Oost, in de polder Het Noorden ligt het natuurgebied Drijvers Vogelweid De Bol. Langs de rand daarvan staan de molen Het Noorden en het gemaal De Krassekeet. De Krassekeet is vernoemd naar de oude stenen keet die er ooit stond.